# Brun lämmel
Brun lämmel (Lemmus trimucronatus) är en liten lämmel som lever i Nordamerika. Den räknas ibland som en underart till den sibiriska lämmeln (Lemmus sibiricus) och ibland som en egen art.
Den bruna lämmeln är som namnet antyder brun, och den har en rödbrun rygg och bakdel och mer gråaktigt huvud och skuldra. Under vintern byter pälsen färg och blir gråare. Pälsen blir också längre under vinterhalvåret. Honorna är i genomsnitt 14,5 centimeter lång och väger knappa 70 gram, medan hanarna blir drygt en halv centimeter längre och väger knappt 80 gram. Som andra lämlar har arten små öron, korta ben och en mycket kort svans. Ibland registreras helt svarta eller vita exemplar. Både fotsulor och tår är pälsklädda och fötterna väl anpassade för att gräva med.
Den bruna lämmeln lever på tundran i norra Kanada, (Nunavut, Northwest Territories, Yukon) och Alaska. Den finns också på västkusten av British Columbia och söderut nästan ända ner till Vancouver Island. Utbredningsområdet fortsätter i Sibirien fram till Kamtjatka och till fastlandet söder om Nysibiriska öarna. De livnär sig huvudsakligen på gräs och säv, mossa, bär, lavar och rötter. De blir uppätna av de flesta köttätare och vissa fåglar. Det finns till och med vissa indikationer på att renar äter dem ibland. De år som det bara finns ett litet antal lämlar kan vissa arter, mest typiskt fjällräven, inte föda upp några ungar.
Den bruna lämmeln bor i underjordiska kolonier och kan få upp till tre kullar varje år, till och med under snötäcket på vintern. Dräktighetstiden är 20 till 23 dagar och kullen består av fyra till tio ungar. Den bruna lämmeln är inte, i motsats till många andra lämlar, i synnerhet fjällämlen vandrande och ger sig inte av på lämmeltåg. När populationstrycket blir för stort utbryter istället ofta inre stridigheter. Även under parningssäsongen förekommer strid mellan bruna lämlar.